# Jud Friedman
Jud J. Friedman (* 13. Januar 1956) ist ein US-amerikanischer Songwriter und Hochschullehrer.

## Leben
Jud Friedmann wuchs in New York und Connecticut auf. Schon in seiner Jugend sang und spielte er gerne Musik. Zunächst studierte er aber Rechtswissenschaften an der Yale University, wo er seinen Bachelor of Arts machte, und der Harvard Law School, wo er mit Juris Doctor abschloss. In dieser Zeit spielte er in Bands und trat öffentlich auf. Dies lag ihm aber nicht und so entschied er sich, lieber im Hintergrund zu wirken.
Er zog nach Los Angeles und begann Songs für andere zu schreiben. Sein erster großer Hit wurde I Don’t Have The Heart von James Ingram, gefolgt von Whitney Houstons Run to You für Bodyguard (1992). Für diesen Song erhielt er seine erste Oscar-Nominierung. Bei der Oscarverleihung 1997 wurde er für For the First Time von Kenny Loggins aus dem Film Tage wie dieser … zum zweiten Mal nominiert.
Für den Song The Color of the Night aus Color of Night (1994) wurde er gleichzeitig für einen Golden Globe als auch für eine Goldene Himbeere nominiert.
Jud Friedman gibt am Los Angeles College of Music Songwriting Workshops und arbeitet als Professor, wo er Songwriting und  Wirtschafts- und Vertragsrecht mit dem Schwerpunkt Musik unterrichtet.

## Songs (Auswahl)
- 1987: Long John Baldry – Silent Treatment
- 1988: Tommy Nilsson – She Delivers
- 1989: James Ingram – I Don’t Have the Heart
- 1990: Wendy Matthews – Let's Kiss (Like Angels Do)
- 1991: Gladys Knight – Where Would I Be
- 1992: Whitney Houston – Run to You
- 1993: Ray Charles – My World (Album)
- 1994: Lauren Christy – The Color of the Night
- 1995: Chaka Khan – Your Love Is All I Know
- 1995: Phyllis Hyman – I Refuse to Be Lonely
- 1996: Kenny Loggins – For the First Time
- 1996: Tina Turner – Wildest Dreams
- 1997: Barbra Streisand – Circle
- 1998: Five – Five (Album)
- 2003: Meat Loaf – Decadent Wish
- 2003: Smash!! – Freeway (Album)
- 2004: LeAnn Rimes – A Different Kind of Christmas